# 153 Batalion WOP
153 Batalion Wojsk Ochrony Pogranicza – samodzielny pododdział Wojsk Ochrony Pogranicza.

## Formowanie i zmiany organizacyjne
Na podstawie rozkazu MBP nr 043/org z 3 czerwca 1950 roku, na bazie 12 Brygady Ochrony Pogranicza, sformowano 15 Brygadę Wojsk Pogranicza, a z dniem 1 stycznia 1951 roku 24 batalion Ochrony Pogranicza przemianowano na 153 batalion WOP.
W 1956 roku rozformowano 153 Batalion WOP podporządkowując strażnice brygadzie.

## Struktura organizacyjna
1951
- 86 strażnica WOP Jarosławiec
- 87 strażnica WOP Ustka
- 88 strażnica WOP Rowy
- 89 strażnica WOP Smołdziański Las

1954
- 83 strażnica WOP Jaroslawiec
  - PKRR Jarosławiec
  - PKRR Wicie
- 84 strażnica WOP Ustka
- 85 strażnica WOP Rowy
  - PKRR Rowy
  - PKRR Poddębie
- 86 strażnica WOP Smołdziński las
  - PKRR Smołdziński Las

## Dowódcy batalionu
- mjr Henryk Połowniak (?-18.01.52) [4]
- mjr Jan Krasowski (18.01.52-co najmniej do 1954)[4]